# جورج دیواین
جرج الکساندر کسدی دیواین  (به انگلیسی: George Alexander Cassady Devine) (زاده ۲۰ نوامبر ۱۹۱۰ - درگذشته ۲۰ ژانویه ۱۹۶۶) مدیر تئاتر، کارگردان، معلم و بازیگر انگلیسی بود که از اوایل دهه ۱۹۳۰ تا زمان مرگش در لندن اقامت داشت. او همچنین در تلویزیون و سینما فعالیت داشت.
دیواین در هندون ، لندن، از جورجیوس دیواین (پسر پدری ایرلندی و مادری یونانی) و مادری کانادایی، روث النور کسدی (اهل ونکوور ) متولد شد.   پدرش کارمند بانک مارتینز بود. 
روث دیواین پس از تولد پسرش از نظر روانی ناپایدار شد،  و ازدواج والدینش که در طول دوران کودکی او عمیقاً ناخوشایند بود، تا اوایل نوجوانی او از هم پاشیده بود. تقریباً در همین زمان او به مدرسه کلیزمور ، یک مدرسه شبانه‌روزی مستقل پسرانه که توسط عمویش الکساندر «لکس» دیواین تأسیس شده بود، فرستاده شد. او برادرزاده‌اش را زیر بال و پر خود گرفت به این امید که او اداره مدرسه را به دست بگیرد.  در سال ۱۹۲۹، دیواین برای تحصیل در رشته تاریخ به دانشگاه آکسفورد در کالج وادهام رفت. 
در آکسفورد بود که علاقه‌اش به تئاتر، که از مدرسه آغاز شده بود، به ثمر نشست و در سال ۱۹۳۱ رئیس انجمن معتبر تئاتر دانشگاه آکسفورد یا OUDS شد.  در اوایل سال ۱۹۳۲، او از بازیگر جوان جان گیلگاد دعوت کرد تا نمایشی از رومئو و ژولیت را کارگردانی کند و از آنجایی که OUDS زنان را نمی‌پذیرفت، از پگی اشکرافت و ادیت ایوانز برای بازی در نقش ژولیت و پرستار دعوت کرد.  موفقیت بزرگ این نمایش، دیواین را تشویق کرد تا قبل از شرکت در امتحانات نهایی، مدرک خود را رها کند و برای شروع حرفه بازیگری به لندن نقل مکان کند. 
پس از ملاقاتشان در سال ۱۹۳۲، دیواین و سوفی هریس با هم رابطه‌ای برقرار کردند و دیواین پس از ترک آکسفورد، به همراه سوفی در لندن زندگی می‌کرد. آنها در اکتبر 1939 ازدواج کردند،  و دخترشان هریت در سپتامبر 1942، پس از عزیمت دیواین به هند، به دنیا آمد. این ازدواج در اواخر دهه 1950 به پایان رسید، زمانی که دیواین زندگی مشترک خود را با جوسلین هربرت آغاز کرد و تا زمان مرگش با او ماند. 
او در سال ۱۹۵۸ نشان امپراتوری بریتانیا را دریافت کرد.   دیواین در حال بازی در نمایش «میهن‌پرستی برای من» بود که دچار حمله قلبی شد و در 20 ژانویه 1966 در سن 55 سالگی درگذشت. 

## جایزه جورج دیواین
جایزه جورج دیواین برای نویدبخش‌ترین نمایشنامه‌نویس به افتخار او نامگذاری شده است. 

## فیلم‌شناسی
| سال  | عنوان                   | نقش             | یادداشت‌ها |
| ---- | ----------------------- | --------------- | --------- |
| ۱۹۳۹ | نبرد خاموش              | سونمن           |           |
| ۱۹۵۲ | کارت                    | آقای اچ. کالورت |           |
| ۱۹۵۳ | اپرای گدا               | پیچوم           |           |
| ۱۹۵۴ | اسکناس یک میلیون پوندی  | مالک چاپ هاوس   |           |
| ۱۹۵۷ | زمان بدون ترحم          | بارنز - سردبیر  |           |
| ۱۹۵۹ | با خشم به گذشته نگاه کن | دکتر            |           |
| ۱۹۶۳ | تام جونز                | اسکوایر آلورثی  |           |